# Abugawa-dammen
Abugawa-dammen är en bågformad gravitationsdamm som ligger i Yamaguchi prefektur i Japan. Dammen används för översvämningskontroll och kraftproduktion. Dammens avrinningsområde är 523 km2. Dammen uppdämmer cirka 420 hektar mark när den är full och kan lagra 153 500 000 kubikmeter vatten. Byggandet av dammen påbörjades 1966 och slutfördes 1974.